# Christopher Tatsuki Kinjo
Christopher Tatsuki Kinjo (født 17. januar 1993) er en japansk professionel fodboldspiller.
Han har spillet for flere forskellige klubber i sin karriere, herunder Avispa Fukuoka og FC Ryukyu.